# Chysis bruennowiana
Chysis bruennowiana är en orkidéart som beskrevs av Heinrich Gustav Reichenbach och Josef Ritter von Rawicz Warszewicz. Chysis bruennowiana ingår i släktet Chysis och familjen orkidéer. Inga underarter finns listade i Catalogue of Life.

## Bildgalleri

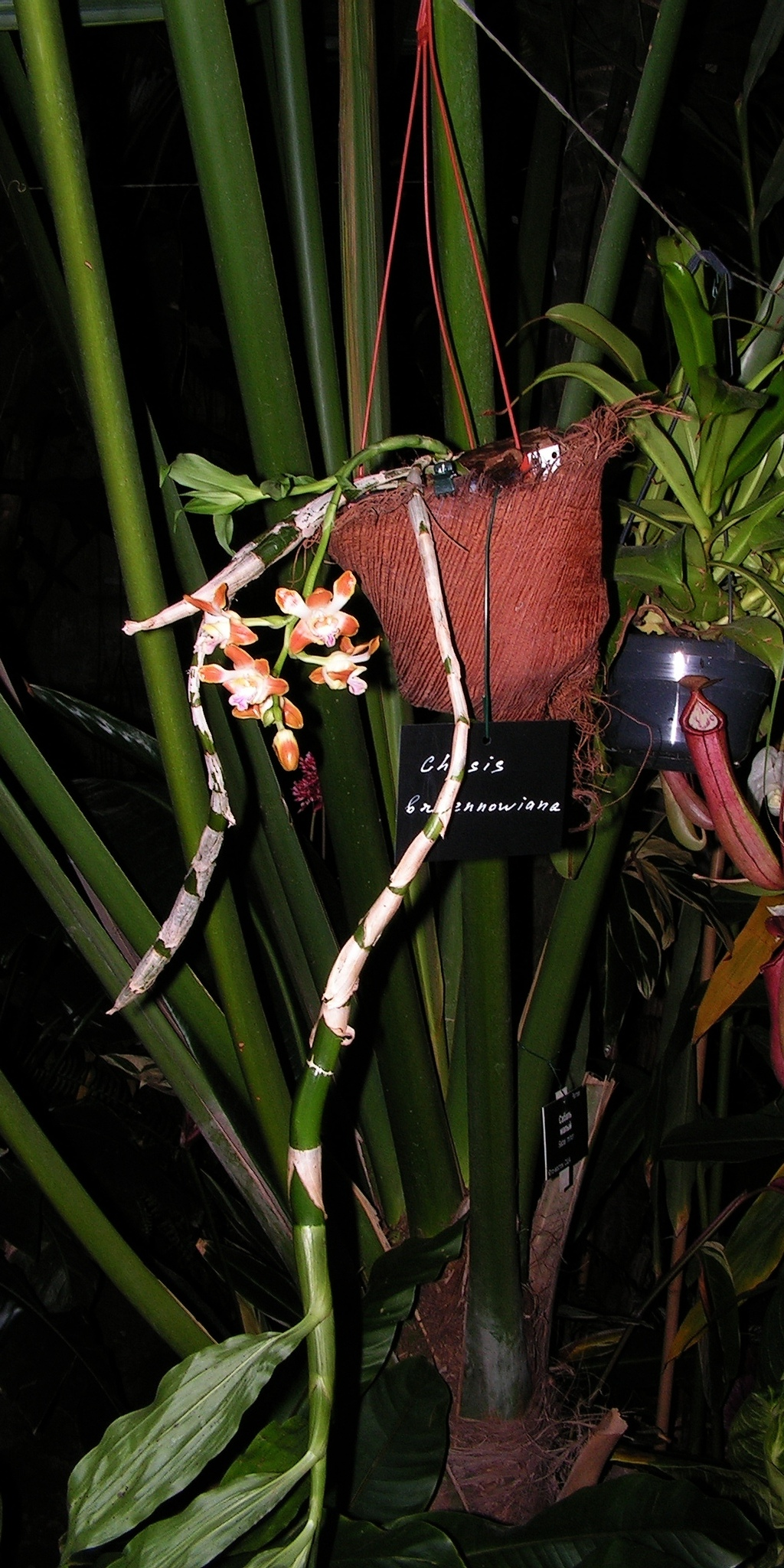
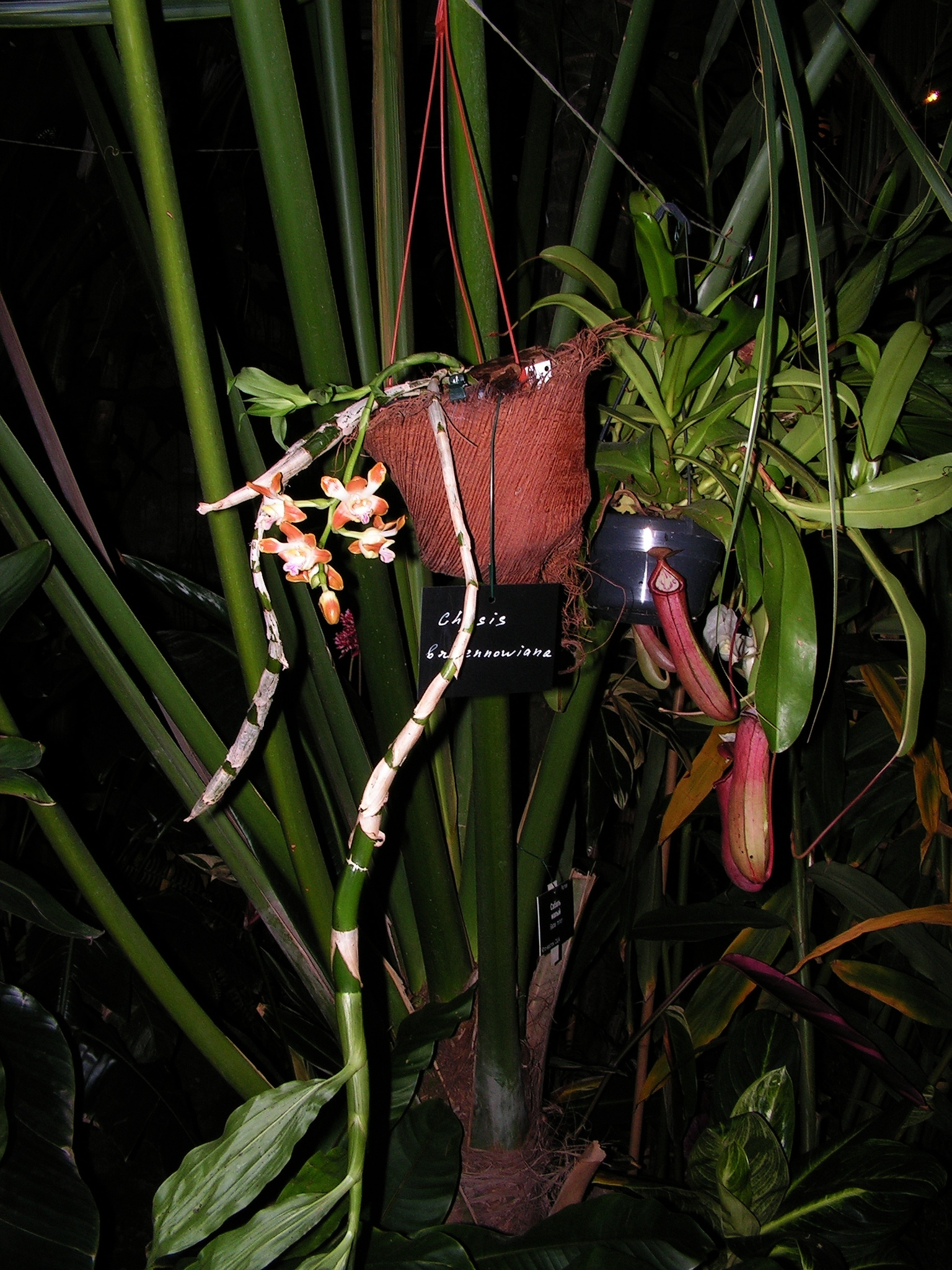